# 士別市立博物館
士別市立博物館（しべつしりつはくぶつかん、英語：Shibetsu City Museum）は、北海道士別市にある博物館。士別地域の歴史や自然について展示している。隣接している士別市公会堂展示館とは連絡通路でつながっており、芸術作品等を展示している。

## 沿革
- 1981年（昭和56年） - 士別開拓 80 周年記念事業として建設、 オープン
- 1982年（昭和57年） - 構内に屯田兵屋を移築
- 1989年（平成元年） - 隣接地に美術館的機能を持たせた公会堂展示館をオープン
- 2011年（平成23年） - 常設展示を一部リニューアル

## 展示内容
- 歴史展示：開拓前史、開拓、まちの発展、人の暮らし
- 自然展示：天塩川上流域の自然、士別地域の大地の成り立ち、北国の生き物
- 芸術文化展示：郷土の芸術、士別ゆかりの方々（和泉雅子・輪島功一）
- 屋外展示：屯田兵屋（冬期間は見学不可）

## 所蔵品
和泉雅子は1993年に、ホッキョクウサギの骨で作ったけん玉や、セイウチのきばを利用した手おけといった、カナダやグリーンランドで集めたおもちゃや民具類を博物館に寄贈した。和泉は『朝日新聞』に対し「極北の地に生きる人たちの生活の知恵を知る手だてにしてほしい」とコメントしている。

## 利用案内
- 入館料：一般（高校生以上）100円、団体（20名以上）80円、中学生以下無料
- 開館時間：午前9時30分～午後4時30分（4月～9月）、午前10時00分～午後4時30分（10月～３月）
- 休館日：月曜日・火曜日、年末年始、冬期間の一部

## 交通アクセス
- 車の利用：道央自動車道士別剣淵IC（出口）から約10分。
- JR、バスの利用：JR宗谷本線士別駅から徒歩約30分、もしく士別駅から道北バスで5分程度、「博物館前」バス停下車後徒歩5分。